# Langoș
Langoșul (în maghiară lángos), este un tip de mâncare tradițională din bucătăria maghiară. Este vorba de o turtă făcută din aluat de pâine, umplută cu brânză, urdă etc., coaptă sau prăjită în grăsime. Langoșul se poate găsi și în bucătăria din Transilvania și Banat, unde este numit și scovardă sau lăngălău

## Etimologie și istorie

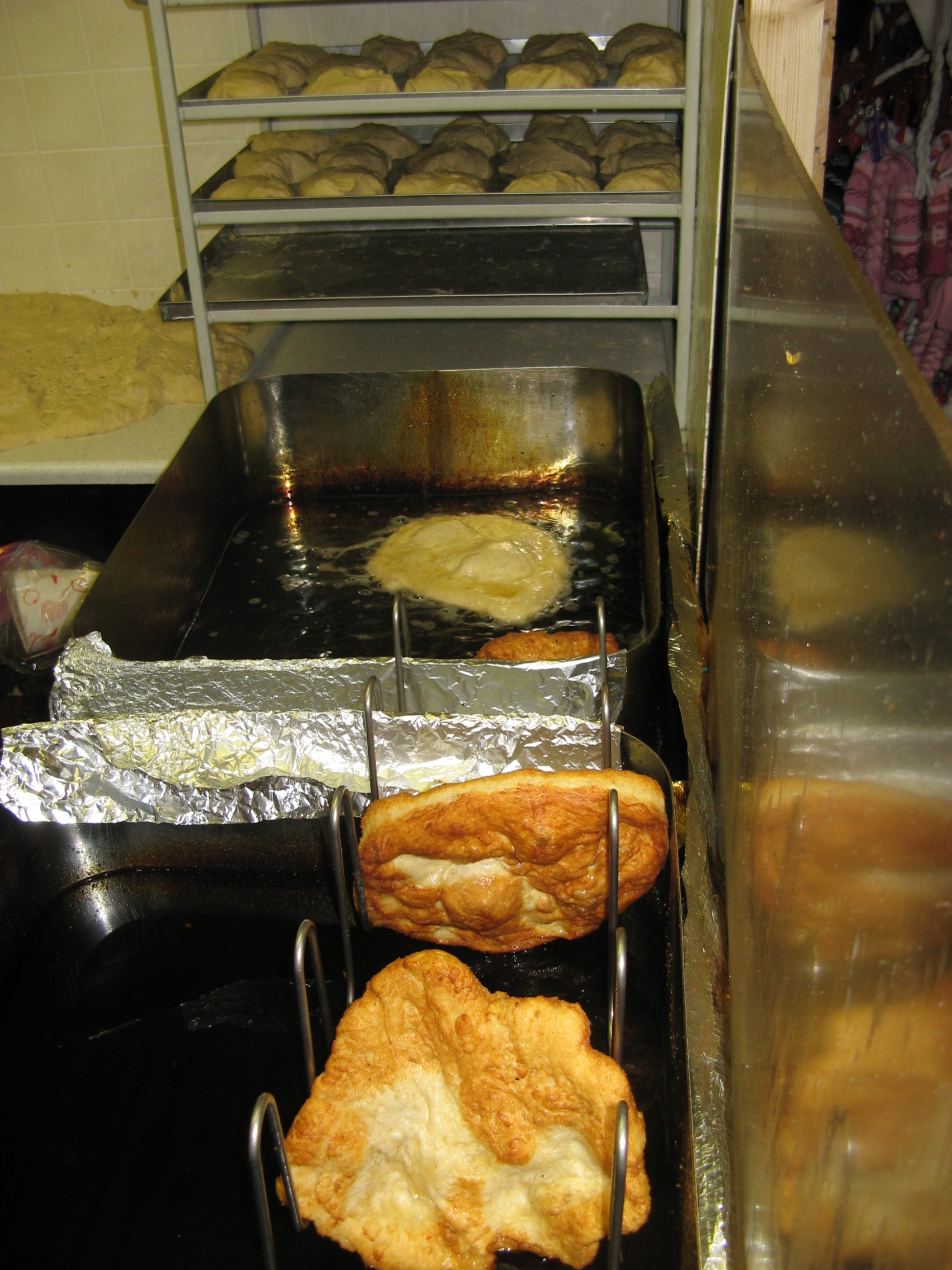
Langos in timpul prepararii

Numele provine de la cuvântul láng, ce în maghiară înseamnă „flacără”. 
Dicționarul din Beszterce de la începutul secolului al XV-lea, cel mai vechi „dicționar” maghiar cunoscut în prezent, dezvăluie că strămoșul suprem al langoșului este panis focacius, atribuit romanilor (de la care derivă și pâinea plană italiană numită focaccia). Un fel de langoș exista atât în bucătăria bizantină, cât și în cea otomană, și era numit lalanga; în timp ce în cea bizantină se consuma doar ca dulce, în Turcia otomană se consuma atât ca fel de mâncare dulce împreună cu miere, fie ca sărată, cu brânză. Lalanga continuă să existe în bucătăria turcească,, precum și în cea greacă (mai ales în Peloponez) ca Lalagia (în greacă Λαλάγγια).

## Preparare

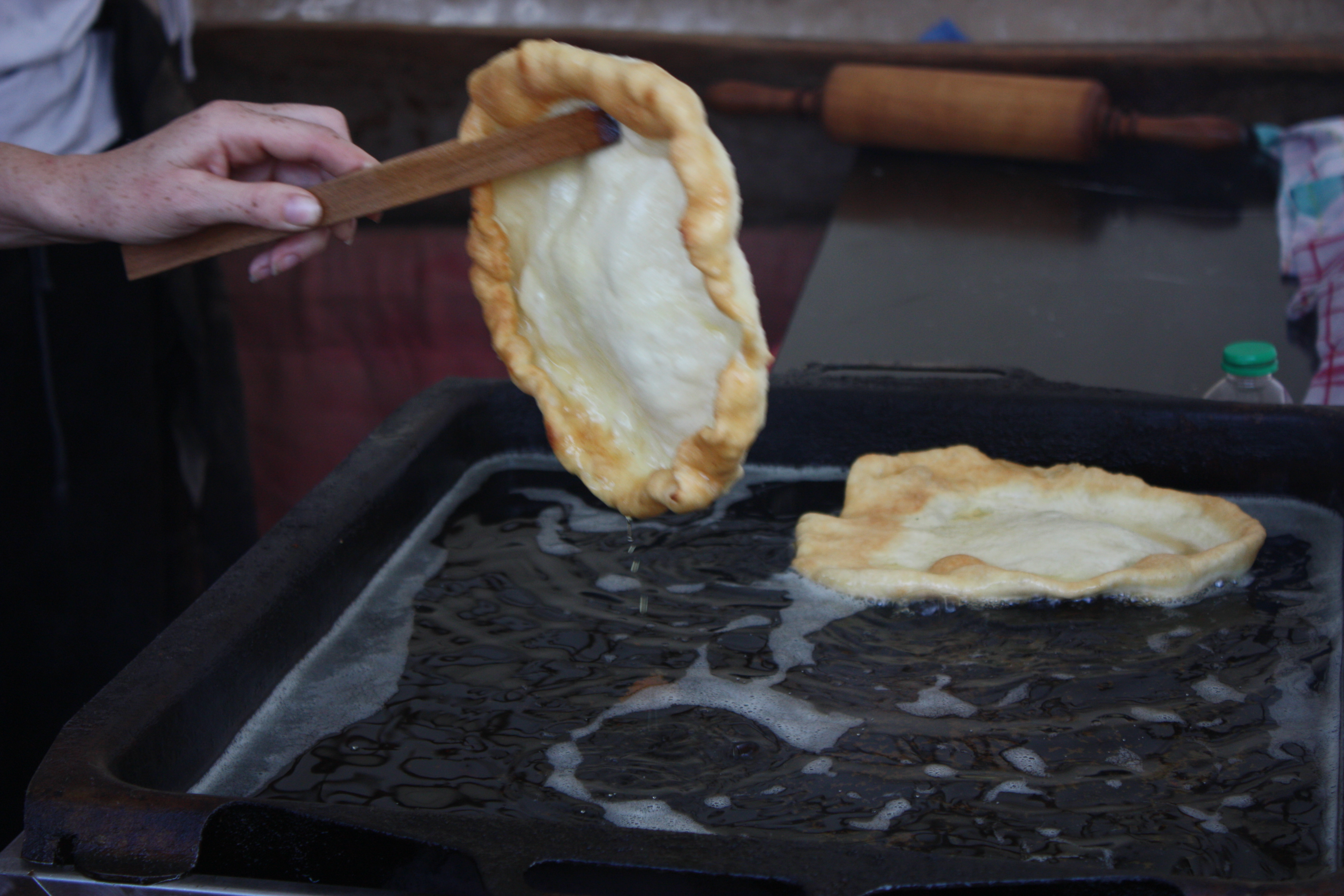
Langoș în timp ce vine fript.

Aluatul pentru langoș este făcut din apă sau lapte, făină, drojdie și sare. Ingredientele sunt lucreate împreună fie manual, fie cu un malaxor. Pe măsură ce drojdia începe să metabolizeze carbohidrații din făină, se eliberează dioxid de carbon care determină creșterea aluatului, creând bulele de aer ce se găsesc pe langoș. Aluatul este practic același cu aluatul pentru pizza, dar nu este copt, ci prăjit în ulei. Adăugarea de smântână, iaurt sau piure de cartofi în aluat este opțională, dar este foarte populară, iar în acest caz din urmă se numește langoș de cartofi (în maghiară krumplis lángos). Se mănâncă proaspăt și cald, acoperit cu smântână și brânză rasă, sau cu körözött, șuncă sau cârnați, sau cel mai frecvent, fără să fie acoperit de numic, doar frecat cu usturoi.
În mod tradițional, langoșul mai demult se prăjea în fața cuptorului din cărămidă, aproape de flăcări. Se prepara din aluat de pâine și era servit ca mic dejun în zilele în care pâinea nouă era coaptă. Acum că oamenii nu mai au cuptoare din cărămidă și nici nu fac pâinea acasă, langoșul este practic întotdeauna prăjit în ulei.